# Бондаренко (Краснодарский край)
Бондаренко — упразднённый в 1966 году хутор Анапского района Краснодарского края России.

## География
Хутор находился между сёлами Бужор и Гай-Кодзором.

## История
Снят с учёта по Решению Краснодарского крайисполкома от 13.07.1966.